# Spondylosoma absconditum
Spondylosoma absconditum (che significa "corpo di vertebra nascosto") è un rettile arcosauro estinto, appartenente agli afanosauri. Visse nel Triassico medio (Ladinico, circa 237 milioni di anni fa) e i suoi resti fossili sono stati ritrovati in Sudamerica.

## Descrizione
Tutto ciò che si conosce di questo rettile è uno scheletro molto incompleto, ed è quindi difficile ipotizzare una ricostruzione dettagliata. Per lungo tempo Spondylosoma è stato ricostruito come un dinosauro bipede carnivoro simile a Staurikosaurus, ma ricerche successive riguardanti l'analogo Teleocrater dell'Africa orientale hanno indicato che Spondylosoma doveva essere un animale quadrupede, dal collo allungato e dalla dentatura costituita da denti aguzzi, tipica di un carnivoro, caratterizzato da zampe con un'articolazione della caviglia simile a quella dei coccodrilli.

## Classificazione
Spondylosoma absconditum venne descritto per la prima volta nel 1942 da Friedrich von Huene, sulla base di uno scheletro frammentario rinvenuto nella formazione Santa Maria in Brasile, in ciò che attualmente è il Geoparco di Paleorrota, e conservato nell'Università di Tubinga. Lo scheletro comprende due denti, due vertebre cervicali, quattro vertebre dorsali, tre vertebre sacrali, le scapole, parte di un omero, parte di un femore e parte di un pube. All'epoca, Huene lo classificò come un dinosauro prosauropode.
Con la scoperta del dinosauro basale Staurikosaurus, l'interesse attorno a Spondylosoma si ravvivò, e venne indicato come un suo possibile parente. Per molti anni, numerosi studi hanno indicato Spondylosoma di volta in volta un dinosauro basale, un "tecodonte" o un arcosauro basale di altro tipo. Nel 2000, Peter Galton notò che lo scheletro era privo di alcune caratteristiche da dinosauro, ed era probabilmente appartenuto a un rauisuco, ma ancora nel 2004 Max Langer considerò Spondylosoma come un possibile dinosauro basale simile agli herrerasauri. In una tesi del 2009 sull'evoluzione degli arcosauri, Sterling Nesbitt indicò Spondylosoma come un Archosauria incertae sedis, osservando che i caratteri usati da Galton per collocare provvisoriamente il genere nei Rauisuchidae si trovano anche negli Aetosauria e che l'olotipo manca di caratteri per collocarlo negli Pseudosuchia o negli Ornithodira.
La descrizione formale di Teleocrater avvenuta nel 2017 ha rivelato numerose somiglianze tra Spondylosoma e alcuni altri taxa enigmatici del Triassico; lo studio ha portato all'istituzione di un nuovo clade di arcosauri, Aphanosauria, considerato il sister taxon degli Ornithodira all'interno degli Avemetatarsalia. 